# Поворознюк Дмитро Ігорович
Дмитро Ігорович Поворознюк (нар. 14 вересня 1987, Рівне, УРСР) — український журналіст, блогер, футзаліст і футболіст.

## Кар'єра футболіста

### Юнацькі клуби та виступи за рівненських аматорів
Народився у Рівному. У ДЮФЛУ виступав за рівненські клуби «Олімп» (сезон 2000/01) та «Верес» (2001—2004). Дорослу футбольну кар'єру розпочав 2005 року у «Вересі-2», який грав у чемпіонаті Рівненської області. Наступного року також грав в обласному чемпіонаті, але вже за інший рівненський клуб ― «Хімік». Після цього футболом не займався. У сезоні 2013/14 років виступав за клуб «Київ футзал». У 2016 році повернувся до чемпіонату Рівненської області, де грав за «Продторгобладнання» (Забороль) до 2018 року (з перервою у 2017 році).
13 липня 2020 року Дмитро Поворознюк оголосив, що до кінця року планує дебютувати у професіональному футболі. 30 серпня 2020 року внесений до заявки «Сокола» (Михайлівка-Рубежівка), в якому грав до початку жовтня 2020 року.

### Професійний контракт
На початку жовтня 2020 року підписав перший професіональний контракт у кар'єрі, з «Вересом». Термін угоди — 1 рік, а зарплатня, яку повинен отримувати гравець складатиме 5 000 гривень, але сам футболіст оголосив, що переведе ці кошти дитячому будинку. Вперше до заявки рівненського клубу потрапив 21 жовтня 2020 року в нічийному (0:0) виїзному поєдинку 8-го туру Першої ліги проти «Миколаєва». Дмитро просидів увесь матч на лаві запасних.
Дебютував у футболці «Вереса» 25 листопада 2020 року в переможному (3:0) домашньому поєдинку 15-го туру Першої ліги проти «Гірник-Спорту». Поворознюк вийшов на поле на 80-й хвилині, замінивши Михайла Шестакова. У своєму дебютному матчі мав можливість відзначитися голом: Юрій Соломка виходив віч-на-віч з воротарем і м'яч відскочив до Поворознюка, але Дмитро пробив повз ворота.
Дмитро майже рік провів у складі рівненського клубу, після чого оголосив про те, що покидає «Верес».

## Кар'єра журналіста

### Телебачення
Закінчив школу № 23 у рідному місті Рівне, після чого за наполяганням батьків поїхав навчатися до Києва і вступив на факультет міжнародних відносин КНУ ім. Т.Шевченка, але згодом перевівся на більш дешевий факультет журналістики.
Через інтерес до футболу прийшов до спортивної журналістики, де працював з 17 років: була практика на «5 каналі», а потім робота на телеканалі «Київ». Розпочинав як звичайний репортер.
З 2010 року став працювати у медіахолдингу 1+1 Media, де коментував поєдинки на «2+2», був одним з провідних журналістів програми «ПроФутбол», а в останній рік очолював ютуб-проект FootballHub. На початку 2018 року через співпрацю з новим проектом SportPlace, який «плюсами» розглядався як конкурент, припинив співпрацю з 1+1 Media.

### «Трендець»
Незабаром Дмитро створив ютуб-канал «Трендець», який у вересні 2019 року отримав срібну кнопку YouTube за досягнення відмітки у понад 100 тис. підписників. У команді каналу 5 людей: монтажер, дизайнер, SMM-менеджер, шеф-редактор і комерційний директор. Станом на лютий 2024 року проєкт «Трендець» мав вже понад 377 тисяч підписників і понад 278 випусків, маючи співпрацю з вебсайтом Tribuna.com. Героями передачі ставали Андрій Шевченко, Олександр Зінченко, Андрій Ярмоленко, Андрій Лунін та інші зірки українського футболу.

#### Серіал про «Верес»
Після підписання професіонального контракту з клубом «Верес», на каналі став виходити інтернет-серіал про життя команди під назвою «Футболіст». 13 грудня 2020 року вийшла сьома серія серіалу під назвою «Фінал». В одному із заключних епізодів серії Дмитро говорить, що планував зробити лише один сезон серіалу, проте велика кількість коментарів під кожним випуском з словами підтримки, подяки за роботу та прохання не зупинятися на одному сезоні змусили його задуматися над продовженням історії з «Вересом».
Більше місяця глядачі та підписники каналу не знали, чи буде продовження, проте 31 січня 2021 року на каналі з'явилася перша серія другого сезону. В ній Дмитро зізнався, що такий позитивний фідбек від аудиторії став одним з аргументів «за» для Дмитра при вирішенні питання щодо майбутнього серіалу.

##### Хронологія серіалу «Футболіст»
Станом на 5 липня 2021
| Номер серії | Назва                         | Дата виходу | Тривалість |
| ----------- | ----------------------------- | ----------- | ---------- |
| 1           | «Старт у професійному клубі»  | 21.10.2020  | 36:31      |
| 2           | «Боротьба за місце у складі»  | 28.10.2020  | 42:15      |
| 3           | «Верес on fire»               | 04.11.2020  | 49:33      |
| 4           | «Конфлікт в роздягальні»      | 15.11.2020  | 38:21      |
| 5           | «Пекельне дербі проти Волині» | 22.11.2020  | 35:56      |
| 6           | «Історичний дебют»            | 01.12.2020  | 43:25      |
| 7           | «Фінал»                       | 13.12.2020  | 1:14:24    |

| Номер серії | Назва                                                                  | Дата виходу | Тривалість |
| ----------- | ---------------------------------------------------------------------- | ----------- | ---------- |
| 1           | «Шлях до УПЛ»                                                          | 31.01.2021  | 30:45      |
| 2           | «Тренувальні збори в Туреччині»                                        | 09.02.2021  | 51:51      |
| 3           | «Порушення спортивного режиму і штраф»                                 | 22.02.2021  | 54:20      |
| 4           | «Масова бійка, мій промах з пенальті, підготовка до Кубку проти Зорі»  | 02.03.2021  | 1:02:14    |
| 5           | «МУЖИКИ! Кубок України, Верес-Зоря»                                    | 12.03.2021  | 42:14      |
| 6           | «Зимовий футбол, життя без сімей, перша перемога в чемпіонаті»         | 23.03.2021  | 1:03:06    |
| 7           | «ТАЛАНТ з вулиці, Верес стає лідером, суперечка з Віртом»              | 04.04.2021  | 57:33      |
| 8           | «Драма на останніх секундах, переможна серія і маленькі герої»         | 16.04.2021  | 1:04:08    |
| 9           | «Пристрасть до гри, конфлікт з фанатами, арбітри тягнуть Верес в УПЛ?» | 29.04.2021  | 1:13:47    |
| 10          | «Стрес і кайф роботи футбольного тренера»                              | 11.05.2021  | 49:22      |
| 11          | «Розгром Вереса в Харкові, конфлікт з ВПК-Агро, матч з військовими»    | 20.05.2021  | 49:57      |
| 12          | «Спад Вереса, поразка в дербі, вихід в УПЛ»                            | 30.05.2021  | 40:36      |
| 13          | «ЧЕМПІОНИ, пропозиція на полі, підготовка до УПЛ»                      | 10.06.2021  | 40:52      |

| Номер серії | Назва                                                                 | Дата виходу | Тривалість |
| ----------- | --------------------------------------------------------------------- | ----------- | ---------- |
| 1           | «Повернення, дебют Усика в футболі, збори Вереса та Winter Cup 2022»  | 07.02.2022  | 38:42      |
| 2           | «Прочухан молоді, шантаж президента, можлива втрата лідерів Вереса»   | 19.02.2022  | 47:40      |
| 3           | «ВІЙНА»                                                               | 03.04.2022  | 18:06      |
| 4           | «Орки в моєму будинку, мільйонери в окопах, футбол і війна в Україні» | 07.05.2022  | 27:35      |
| 5           | «Як футболісти заробляють гроші під час війни України з росією»       | 19.05.2022  | 28:11      |
| 6           | «Старт УПЛ, сенсаційні результати, рекордні преміальні в футболі»     | 02.09.2022  | 45:54      |
| 7           | «Неочікуваний старт, рівненські ультрас, чи потрібний Вересу Довбик»  | 17.09.2022  | 46:21      |
| 8           | «Повернення на рідний стадіон, підготовка до заруби з Рухом в УПЛ»    | 28.09.2022  | 37:06      |
| 9           | «Пекельна роздягальня, лють Вірта, перший провал Вереса в УПЛ»        | 12.10.2022  | 46:06      |
| 10          | «Ракетний обстріл, спортивний голод, жирні коти в УПЛ»                | 29.10.2022  | 46:59      |
| 11          | «Серія поразок в УПЛ, матч проти Шахтаря, новий менеджмент Вереса»    | 14.11.2022  | 1:09:21    |
| 12          | «Провальний фініш, футбол у багнюці, порятунок життя під час матчу»   | 14.12.2022  | 58:16      |

| Номер серії | Назва                                                                   | Дата виходу | Тривалість |
| ----------- | ----------------------------------------------------------------------- | ----------- | ---------- |
| 1           | «Бійка з росіянами, землетрус, трансфер суперталанта і народний відбір» | 19.02.2023  | 47:50      |
| 2           | «Конфлікт Вірта та Шевчука, перебудова в захисті, новий молодий талант» | 02.03.2023  | 49:05      |
| 3           | «Спад, розмова з ультрас, аномалія Пасіча, контракт Тишинінова»         | 16.03.2023  | 51:12      |
| 4           | «Верес пробиває ДНО»                                                    | 06.04.2023  | 46:19      |
| 5           | «Тренер — найважча робота в футболі»                                    | 20.04.2023  | 44:01      |
| 6           | «Історична перемога, конфлікт у роздягальні, президент хвилюється»      | 02.05.2023  | 28:17      |
| 7           | «Тиск на тренера, академія Вереса, молодіжна команда»                   | 17.05.2023  | 40:40      |
| 8           | «Матч проти Шахтаря та Динамо, фани без футболу, криза»                 | 01.06.2023  | 51:31      |
| 9           | «Останній матч і прощання»                                              | 18.06.2023  | 42:34      |